# Eliot Crawshay-Williams
Eliot Crawshay-Williams (4 septembre 1879 - 11 mai 1962), est un auteur britannique, officier de l'armée et homme politique du Parti libéral. Il est député et secrétaire privé parlementaire de Lloyd George et Winston Churchill.

## Jeunesse
Crawshay-Williams est le fils d'Arthur John Williams, un avocat et homme politique gallois. Il fait ses études au Collège d'Eton et au Trinity College d'Oxford.
Il est sous-lieutenant dans l'artillerie royale de campagne le 26 mai 1900 et promu lieutenant le 25 avril 1902.

## Élection au Parlement
Aux élections générales de 1906, il se présente comme candidat du Parti libéral dans la circonscription de Chorley, dans le Lancashire. Il travaille avec Winston Churchill au Colonial Office de 1906 à 1908.
Il est élu aux élections générales de janvier 1910 comme député de Leicester, servant comme Secrétaire parlementaire privé de David Lloyd George.
Il démissionne du Parlement en 1913 à la suite d'une affaire de divorce intentée par son collègue libéral et vieil ami de classe Hubert Carr-Gomm député de Rotherhithe. C'est comme il l'écrit dans son autobiographie "le coup de grâce de ma carrière" .

## Première Guerre mondiale
Pendant la Première Guerre mondiale, Crawshay-Williams participe au service actif dans la 1re artillerie royale du Leicestershire en Égypte et en Palestine de 1915 à 1917. De 1918 à 1920, il est attaché au quartier général du Commandement du Nord basé principalement en Égypte. Pendant la Seconde Guerre mondiale il occupe le poste de chef de la défense civile à Treforest.

## Travail littéraire
Plus tard, il consacre son temps à l'écriture de fiction et de textes politiques et aux affaires galloises. Eliot Crawshay-Williams écrit de nombreux romans, nouvelles, poésie, pièces de théâtre et scénarios de films, notammentle scénario Service for Ladies (1932), la pièce Fascination (1931) et le roman Night in the Hotel (1931). Il écrit également Across Persia (1907) sur ses expériences lors d'un trek de huit mois à travers les déserts d'Iran.
Crawshay-Williams est décédé en mai 1962 à l'âge de 82 ans.